# Lealdade à Resistência
O bloco Lealdade à Resistência (em árabe: كتلة الوفاء للمقاومة) é a ala política do Hezbollah no Parlamento do Líbano. Juntamente com o Amal, domina a Aliança 8 de Março e ocupa dois assentos no gabinete de governo libanês desde 2012 e 15 assentos no parlamento desde 2022. O partido é atualmente liderado pelo membro do Hezbollah e proeminente político xiita Mohammad Raad.

## Histórico do partido
| Ano da eleição | Assentos | Posição | Ref   |
| -------------- | -------- | ------- | ----- |
| 1992           | 12 / 128 | Novo    | [ 5 ] |
| 1996           | 9 / 128  | 3       | [ 5 ] |
| 2000           | 12 / 128 | 3       | [ 5 ] |
| 2005           | 14 / 128 | 2       | [ 6 ] |
| 2009           | 13 / 128 | 1       | [ 7 ] |
| 2018           | 13 / 128 | Estável | [ 8 ] |
| 2022           | 15 / 128 | 2       | [ 9 ] |